# John C. McGinley
John Christopher McGinley (nascido em 3 de Agosto de 1959 em Nova Iorque) é um ator, produtor e roteirista norte-americano. Entre os vários papéis que desempenhou no cinema, teatro e televisão, um dos personagens mais reconhecidos que fez foi o Doutor Perry Cox na série Scrubs.
O amor de McGinley pela arte começou quando ainda era estudante na Universidade de Nova Iorque. Em 1984 obteve o título de Master of Fine Arts, da prestigiosa N.Y.U. Theatre School. 
Sua primeira grande chance no teatro veio quando aceitou o papel anteriormente feito por John Turturro em "Danny Deep Blue Sea". Passou então a atuar em várias produções teatrais, incluindo "Requiem for a Heavyweight" na Broadway, e "Ballad of Soapy Smith" e "Talk Radio" no Joseph Papp's New York Shakespeare Festival. 
McGinley fez também uma carreira impressionante no cinema, criando uma gama de personagens. Contracenou com Rob Schneider na comédia "The Animal" e John Cusack no terror psicológico “Identidade”.
Além disto, pode ser visto em duas mini séries de Dean Koontz, "Intensity" e "Sole Survivor". Atuou e produziu o filme para TV, "The Jack Bull."

## Filmografia
- Platoon (1986)
- Wall Street (1987)
- Talk Radio (1988)
- Shakedown (1988)
- Prisoners of Inertia (1989)
- Born on the Fourth of July (1989)
- Suffering Bastards (1990)
- Point Break (1991)
- Highlander II: The Quickening (1991)
- Article 99 (1992)
- A Midnight Clear (1992)
- Watch It (1993)
- On Deadly Ground (1994)
- Surviving the Game (1994)
- Wagons East (1994)
- Se7en (1995)
- The Rock (1996)
- Set It Off (1996)
- Flypaper (1997)
- Nothing to Lose (1997)
- The Pentagon Wars (1998)
- Office Space (1999)
- Any Given Sunday (1999)
- Three to Tango (1999)
- Get Carter (2000)
- Summer Catch (2001)
- The Animal (2001)
- Stealing Harvard (2002)
- Highway (2002)
- Identity (2003)
- Puff, Puff, Pass (2006)
- Are We Done Yet? (2007)
- Wild Hogs (2007)
- The Wild Hogs (2007)
- American Crude (2008)
- Life's a Trip (2009)
- Superman/Batman: Public Enemies (2009)
- Alex Cross (2012)
- 42 (2013)
- Kid Cannabis (2014)
- Get a Job (2016)
- The Belko Experiment (2016)
- The Drowning (2016)
- Battle of the Sexes (2017)
- The Good Catholic (2017)
- Benched (2018)

## Televisão
- Clinton and Nadine (1988)
- Frasier (1994)
- Intensity (1997)
- Scrubs (2001-2010); Perry Cox)
- Clone High (2002, Voz)
- Justice League Unlimited (2004, Voz)
- American Dragon: Jake Long (2005, Voz)
- The Boondocks (2005, Voz)
- Alien Planet (2005, Narrador)
- The Boondocks (2006-2010, Voz)
- Dan Vs (2011-2013)
- WordGirl (2008-2015)
- Ground Floor (2013-2015)
- Scrubs: Interns (2009)
- Burn Notice	Tom Card (2012)
- Ground Floor (2013-2015)
- Stan Against Evil (2016-2018)
- Chicago P.D. (2018-2019)
- DreamWorks Dragons: Rescue Riders (2019-presente)
- Brooklyn Nine-Nine (2021)